# 拉布河畔米特尔多夫
拉布河畔米特尔多夫是奥地利施蒂利亚州魏茨县的一个市镇。总面积20.94平方公里，总人口2017人，人口密度96.3人/平方公里（2005年）。